# Người Anh-Ireland
Người Anh-Ireland (tiếng Anh: Anglo-Irish people, tiếng Ireland: Angla-Éireannach) là một sắc tộc Ireland có một tầng lớp xã hội, tổ tiên của các thành viên của nó có trong lịch sử quá khứ của Tin Lành ưu việt. Hầu hết trong số họ tin vào Giáo hội Ireland, và một số người tin vào Phong trào Giám lý. Họ chủ yếu theo văn hóa Anh, dù là trong khoa học, luật pháp, nông nghiệp hay chính trị. Tại Đế quốc Anh, nhiều người trong số họ trở thành giám đốc điều hành cấp cao hoặc các tướng lĩnh hải quân và quân đội.
Các giáo hội Trưởng lão ở tỉnh Ulster không sử dụng thuật ngữ này vì họ chủ yếu là hậu duệ của người Scotland, không phải người Anh. Họ xưng là người Ulster Scotland (Ulster-Scots). Tại Hoa Kỳ, họ được gọi là người Scotland-Ireland (Scotch-Irish).